# 山田ゴメス
山田 ゴメス（やまだ ゴメス、1962年12月8日 - ）は、日本のライター・イラストレーター。本名は山田 勝也（やまだ かつや）。大阪府豊中市出身。関西大学経済学部経済学科卒業。

## 概要
高校時代は硬式テニス部所属。大学に入学してからもテニスサークルに入り、当時では典型的なキャンパスライフを謳歌していたが、大学3回生の時にいきなりジャズに目覚め、プロジャズドラマーの池永一美に師事し、ドラムに専念した。
大学4回生頃からイラストレーターを目指し、大学卒業後に上京。画材屋「いづみや」（現「Tools」）に正社員として勤務。「美大や芸大で体系的な訓練を受けていない圧倒的な技術不足を画材の知識でカバーする」というシンプルな動機だったという。その傍ら、イラストレーターとしても活動。グンゼの子供用パンツイラスト、雑誌挿し絵、絵本『アイスクリースマス』（福音館書店刊。名義は山田勝也）ほか、さまざまな作品を手掛けた。

## 活動
1993年、フリーランスとして独立。この頃から「山田ゴメス」のペンネームで主に文筆業を中心として活動。エロからファッション、学年誌、音楽＆美術評論に省庁仕事、さらには漫画原作まで、記名・無記名、紙・ネットを問わず、偏った幅広さを持ち味とする。なお、覆面仕事を含めると著書は50冊を超える。
OLからサラリーマン、学生、フリーター、キャバ嬢、風俗嬢まで、偏差値は7から70まで、5000人以上の若者を取材した実績を持つ。
『週刊SPA!』誌上での長寿人気投稿コーナー「バカはサイレンで泣く（通称：バカサイ）」を天久聖一・椎名基樹と共に立ち上げた初期メンバーである。
2007年から2009年まで、若者男性向けファッション誌『men's Digger（メンズ・ディガー）』（コアマガジン、10号で休刊）の編集長を務めていた。
ライターデビューは、当時イラストレーターとして出入りしていた『S&Mスナイパー』（ミリオン出版）編集部の隣にあった『さくらんぼ通信』というアダルトビデオ情報誌のAV評。「タダでAV観放題」という甘言に誘われ、安請け合いしたは良いものの「2日間で30本」なる過酷なノルマにより、皮肉にも原稿力が急速にアップした、と本人はインタビューや講演で語っている。
若者男性向け総合マニュアル雑誌『ホットドッグプレス』（講談社刊。現在は廃刊）後期の恋愛＆エロマニュアルの大半を担当していた。
現在は、主戦場を紙媒体からネット媒体へと移し、「ネットニュースパトローラー（略：NNP）」の肩書きを自称している。2020年には温泉マイスター検定に合格、全国各地の温泉地を取材している。また、阪神タイガースと草野球をこよなく愛し、年間80試合以上に出場する野球人だと公言する。
イラストレーターとしての活動では西紋啓詞名義も使用している。

## 人物
「ゴメス」の名付け親は当時、暴走族専門誌『ティーンズロード』（ミリオン出版刊。現在は廃刊）の編集長だった比嘉健二。「お前の顔は南方系だからゴメスにしろ！」が理由だったらしい。
自身のキャッチコピーは「永遠の思春期」。好きな言葉は「次行こ次！」。

## 著書

### 単著
- 『間接挿入／ワク外の女たちの多視点的現場考証』 1999年、KKベストセラーズ ISBN 4584185123
- 『紳士が嗜むJポップ』 2001年、角川書店 ISBN 4810427064
- 『ヤラずに帰れるか！／山田ゴメスVSキャバクラ嬢』 2002年、ベストセラーズ ISBN 4584186448
- 『出版業界横入りガイド』 2004年、宣伝会議 ISBN 4-883351017
- 『「若い人と話が合わない」と思ったら読む本』 2006年、日本実業出版社 ISBN 4-534041632

### 共著
- 『アイスクリースマス』（織田道代・ことば、山田勝也・え） 2005年、福音館書店 ISBN 4834020517
- 『バカはサイレンで泣く』1 - 3 （天久聖一・椎名基樹共著） 扶桑社
- 『Tシャツ先生』（せきしろ共著） 1997年、アスペクト ISBN 4-89366770X
- 『消えたイカ天バンド』（氏神一番共著）2000年、イーストプレス ISBN 4872571991
- 『モテと非モテの脳科学』（菅原道仁共著） 2019年、ワニブックスPLUS新書 ISBN 978-4-8470-6143-1
- 『麗羅』（漫画：三山のぼる、原案担当） 集英社（『ビジネスジャンプ』『ビジネスジャンプ増刊BJ魂』連載）

## 主な出演

### テレビ
- 解決!ナイナイアンサー クセ者相談員（日本テレビ系）
- 有吉ジャポン（TBS系）
- 上沼・高田のクギズケ!（よみうりテレビ）

### ウェブ
- スーパーフェイスブック  メインMC（Facebookナビ）
- citrus  - アラフォー向けコラムメディア。毎日コラムを更新中
- ゴリラクリニックdig - コラムを連載
- 日刊SPA! - 体験ルポを連載中

### その他
『ライター編集者養成講座』（宣伝会議）講師（2007年 - 2011年）